# Сидыбаево
Сидыбаево (мар. Сидывай) — деревня в Новоторъяльском районе Республики Марий Эл. Входит в состав Чуксолинского сельского поселения.

## География
Находится в северо-восточной части республики Марий Эл на расстоянии приблизительно 9 км по прямой на юго-восток от районного центра посёлка Новый Торъял.

## История
Известна с 1925 года, когда в деревне проживал 91 человек, все мари. В 1970 году в деревне проживали 56 жителей, в основном, мари. В 1988 году в деревне числилось 2 дома, проживали 16 человек, из них 10 трудоспособных. Имелись склад, хранилище, коровник. В 2003 году в деревне осталось только 1 хозяйство. В советское время работал колхоз имени Ленина.

## Население
Население составляло 5 человек (мари 100 %) в 2002 году, 1 в 2010.